# Playa de Durrës
La Playa de Durrës (en albanés: Plazhi i Durrësit) es la playa más grande y más visitada en el país europeo de Albania. Abarca la fachada marítima de la ciudad de Durrës y tiene alrededor de 10,5 kilómetros (6,5 millas) de largo. Existe un número de hoteles con vistas notables a la playa como el Hotel Adriatik.
Es un destino popular entre la gente de Albania (principalmente del Oriente y del Norte de Albania), Kosovo y Macedonia. La playa es visitada principalmente por población albanesa. También es un popular destino de verano, y para pasar fines de semana para los habitantes de Tirana y Durres. El número estimado de turistas, la mayoría de los cuales con frecuencia vienen a la playa durante el verano, es de cerca de 600.000 al año.  Se localiza específicamente en las coordenadas geográficas 41°18′21″N 19°19′12″E / 41.30583, 19.32000.